# Swan (fleuve)
Pour les articles homonymes, voir Swan.
La Swan (prononcé en anglais : /swɒn/) est un fleuve australien qui coule en Australie-Occidentale et traverse Perth, la capitale de cet État, avant de se jeter dans l'océan Indien à hauteur de Fremantle. Longtemps appelé rivière des Cygnes en français, il fut exploré par le Frison Willem de Vlamingh en 1697 puis reconnu et cartographié en détail par le Français François Heirisson dans le cadre de l'expédition vers les Terres australes emmenée par Nicolas Baudin au début du XIXe siècle.

## Géographie
La rivière Avon est le principal affluent du fleuve Swan. L'Avon nait près de Yealering à 100 km au sud-est de Perth. Elle s'écoule vers le nord-ouest jusqu'à Toodyay à environ 90 km au nord-est de Perth, puis tourne vers le sud-ouest dans le Parc national de Walyunga, au niveau du confluent Woorooloo, où elle devient le fleuve Swan.
Les Noongar croyaient que le Darling Scarp représentait le corps d'un Wagyl – un être ressemblant à un serpent datant du Temps du rêve et qui serait le créateur du fleuve, et des cours d'eau alentour de la région.
Bien que la Swan ne soit pas interrompue par un barrage, deux de ses affluents – la rivière Helena et la Canning River – sont coupés par des barrages pour collecter de l'eau, à Mundaring Weir et Canning Dam.
L'estuaire est sujet à de petites marées, avec une amplitude maximale d'un mètre, bien que le niveau de l'eau soit aussi influencé par les variations de la pression barométrique.

### Sites géographiques

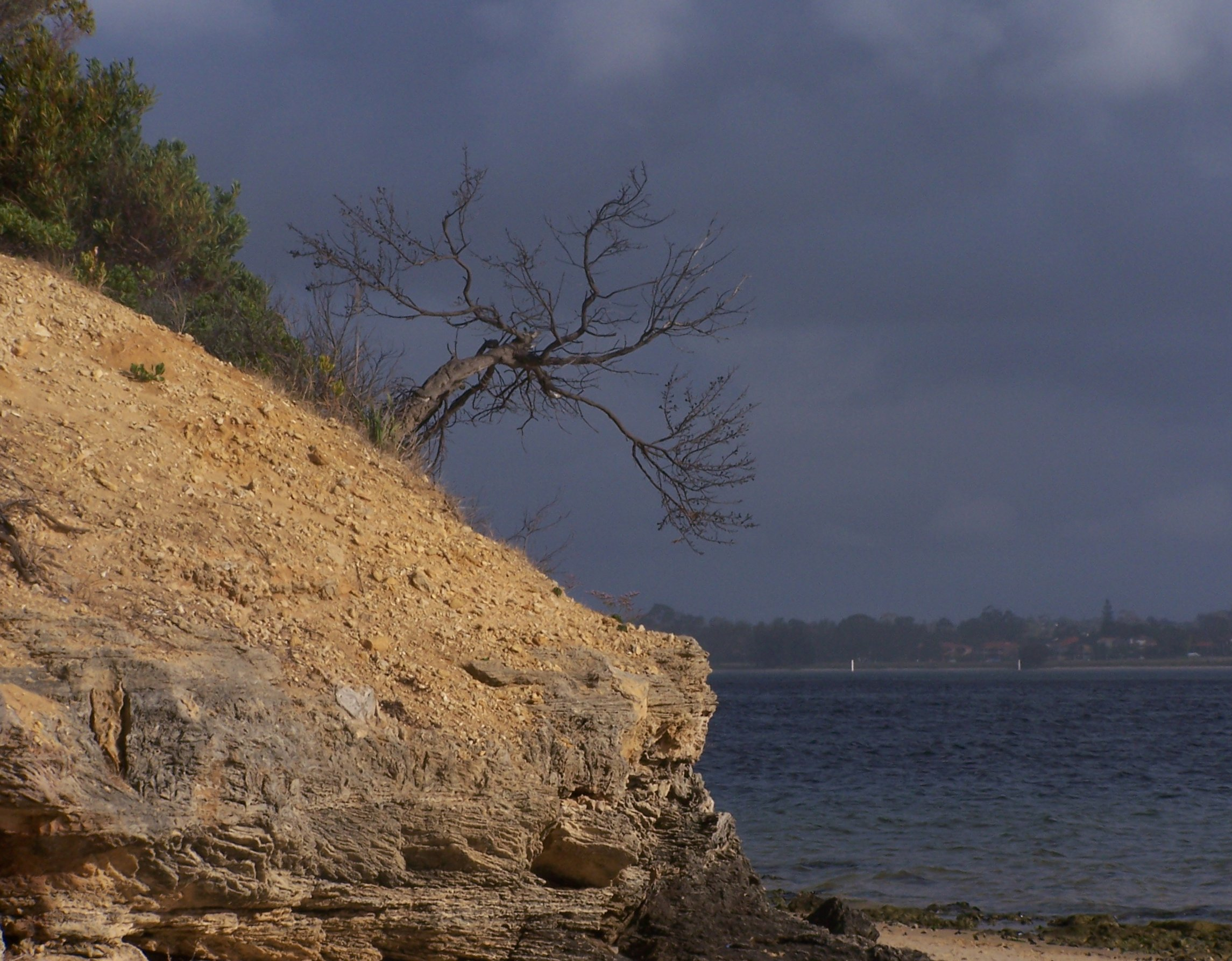
Vers le sud-est, par Point Resolution.

Les curiosités géographiques du fleuve Swan sont :
| - Fremantle Harbour - Rous Head - Arthur Head - Point Direction - Preston Point - Rocky Bay - Point Roe - Chidley Point - Blackwall Reach - Point Walter - Mosman Bay | - Keanes Point - Freshwater Bay - Point Resolution - Melville Water - Lucky Bay - Point Waylen - Alfred Cove - Point Dundas - Waylen Bay - Point Heathcote - Mill Point | - Point Belches - Pelican Point - Matilda Bay - Quarry Point - The Narrows - Perth Water - Heirisson Island - Claisebrook Cove - Maylands Peninsula - Ron Courtney Island - Swan Valley |

## Histoire

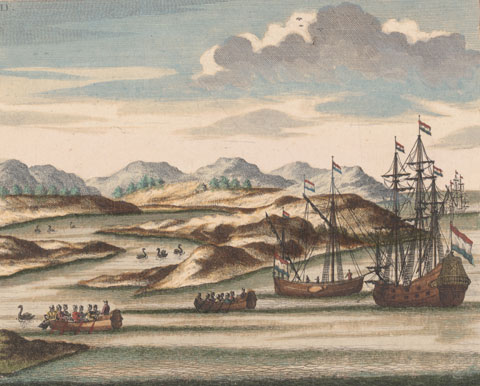
Les navires de Willem de Vlamingh à l'embouchure du fleuve Swan en 1696-1697, avec les cygnes noirs d'après lesquels le cours d'eau fut nommé (gravure en couleur de Johannes van Keulen publiée en 1726, d'après un dessin maintenant perdu réalisé lors de l'expédition Vlamingh).

Le fleuve fut nommé Swarte Swaene-Revier par l'explorateur néerlandais Willem de Vlamingh en 1697, d'après les cygnes noirs qui habitent la région. Une expédition française menée par Nicholas Baudin navigua sur le fleuve en 1801.
L'intention du gouverneur Stirling était que le nom de « Swan River » ne devait faire référence qu'aux courants en amont de Heirisson Islands. Tout le reste, dont les eaux de Perth, était considéré comme l'estuaire et les désignait comme « Melville Water ». Le gouvernement déclara le 27 juillet 1829 que « les premières pierres de ce qui deviendra une nouvelle ville appelée « Perth » [seront posées] près de l'entrée de l'estuaire du fleuve Swan ».
Presque immédiatement après l'établissement de la ville de Perth, des efforts furent faits pour réorganiser le fleuve pour plusieurs raisons :
- éviter les inondations en hiver ;
- améliorer l'accès aux bateaux en augmentant la profondeur ;
- supprimer les terres marécageuses qui créaient une menace au niveau des moustiques ;
- agrandissement des terres pour l'agriculture et la construction.

Les rues de Perth étaient souvent des marais sablonneux et le gouverneur James Stirling rapporta en 1837 au Secrétaire d'État pour les Colonies que:
« Dans l'état actuel des choses, il est difficile de dire que des routes existent, bien que certaines lignes de communication ont été améliorées... »

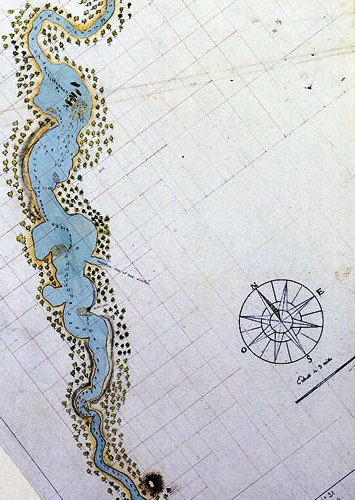
Carte de François Heirisson représentant une partie du fleuve.
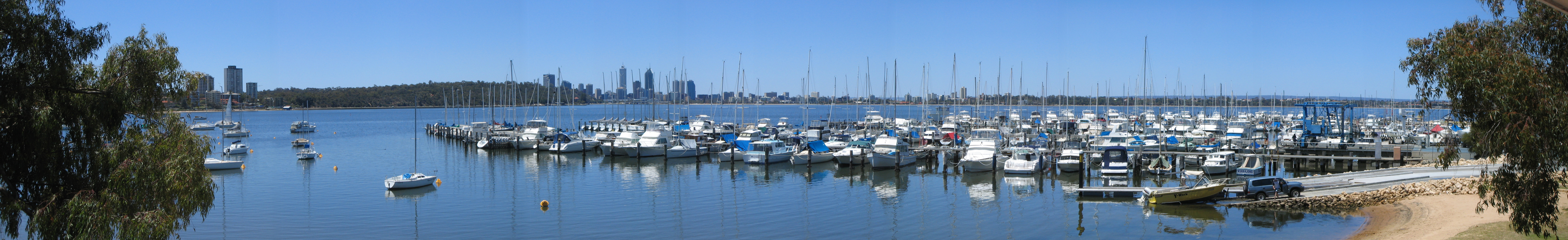
Matilda Bay sur le fleuve Swan, avec le Mont Eliza et Perth en arrière-plan.
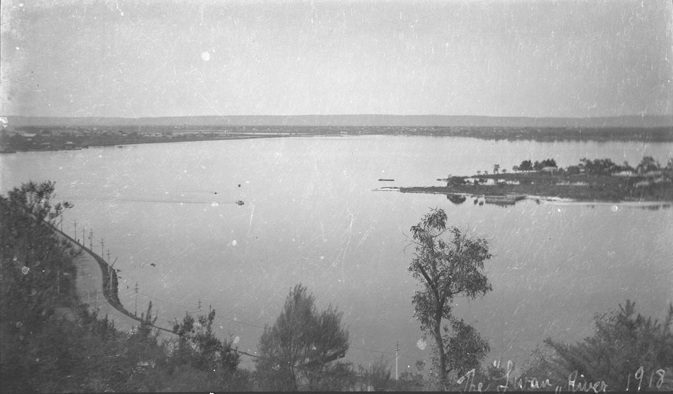
Le fleuve Swan en 1918.

## Administration
La Swan River Trust est un corps gouvernemental étatique, constitué en 1989 après une législation passée l'année précédente, qui se réfère au Ministre de l'environnement. Elle comportait huit représentants de la communauté, de l'État et des autorités du gouvernement locale qui considèrent que le fleuve Swan et la rivière Canning forment un seul corps pour la protection et la direction du réseau de rivière de Perth.
La Trust se réunit deux fois par mois pour donner des conseils au ministre de l'environnement, à la Western Australian Planning Commission et aux gouvernements locaux pour guider le développement des fleuve Swan et rivière Canning.

## Transports

### Ponts

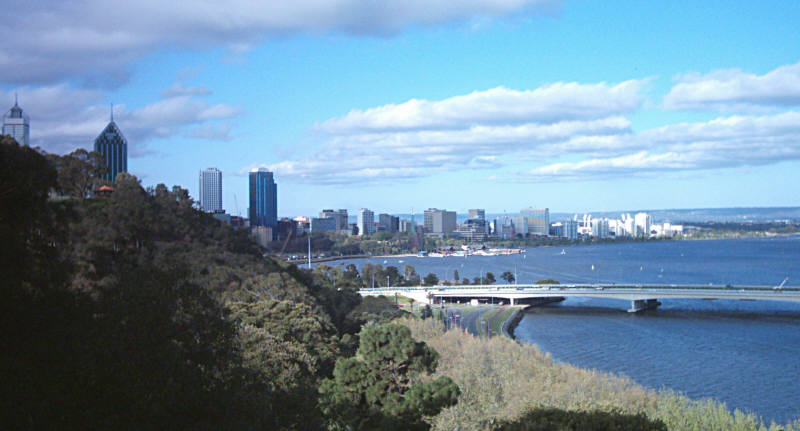
Narrows Bridge (Perth).

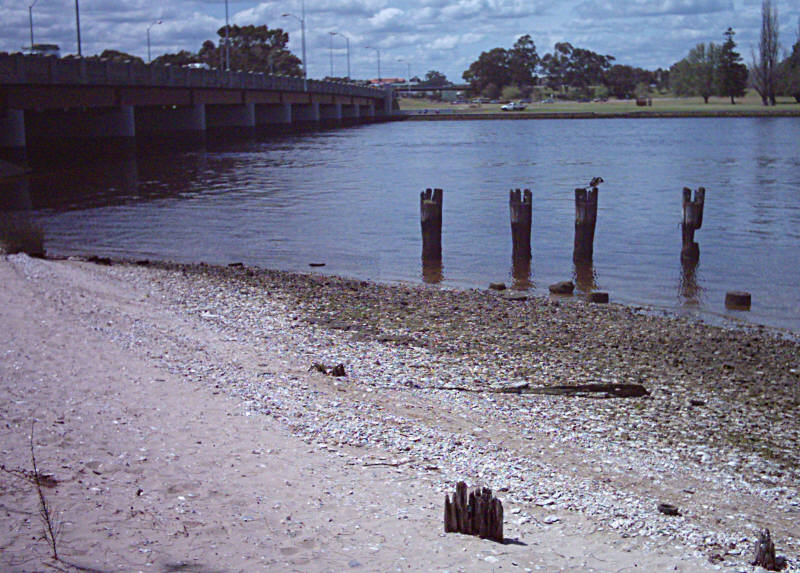
Chaussée, section sud.

Il y a 19 ponts routiers et ferroviaires traversant le fleuve Swan :
1. Fremantle Railway Bridge (Fremantle, Fremantle rail line)
2. Fremantle Traffic Bridge (Fremantle)
3. Stirling Bridge (Stirling Highway) (Fremantle)
4. Narrows Bridge (Kwinana Freeway/Mitchell Freeway, Mandurah rail line), Perth (2001)
5. Narrows Bridge (Mandurah rail line, Perth)
6. Narrows Bridge (Kwinana Freeway/Mitchell Freeway), Perth (1959)
7. The Causeway (nord), de Perth vers Heirisson Island
8. The Causeway (sud), de Heirisson Island à South Perth
9. Goongoonup Bridge, East Perth (Armadale rail line)
10. Windan Bridge (East Perth, Graham Farmer Freeway)
11. Garratt Road Bridge (Maylands)
12. Garratt Road Bridge (Maylands)
13. Redcliffe Bridge (Tonkin Highway, Bayswater)
14. Guildford Road Bridge (Bassendean)
15. Guildford Railway Bridge, Bassendean (Midland rail line)
16. Barkers Bridge, West Swan Road, Guildford
17. Whiteman Bridge, Middle Swan
18. Barrett Street pedestrian bridge, Upper Swan

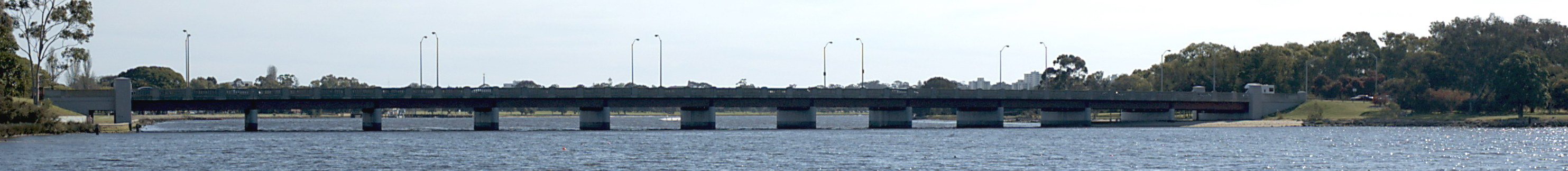
Limite est de la chaussée prise du Burswood Park.

19. Upper Swan Bridge, Upper Swan

## Culture
Certains habitants de Perth se définissent comme vivant « au nord du fleuve » ou au « sud du fleuve ». Puisque Perth a grandi ces dernières années et que son développement s'est fait surtout sur un axe nord-sud, de façon parallèle à la côte, cette séparation s'est accentuée en se fondant sur les plaintes (douteuses) selon lesquelles un habitant du nord n'irait jamais au sud et vice-versa. Certains commerces font des affaires avec un « numéro de téléphone nord » et un « numéro de téléphone sud ».

## Galerie

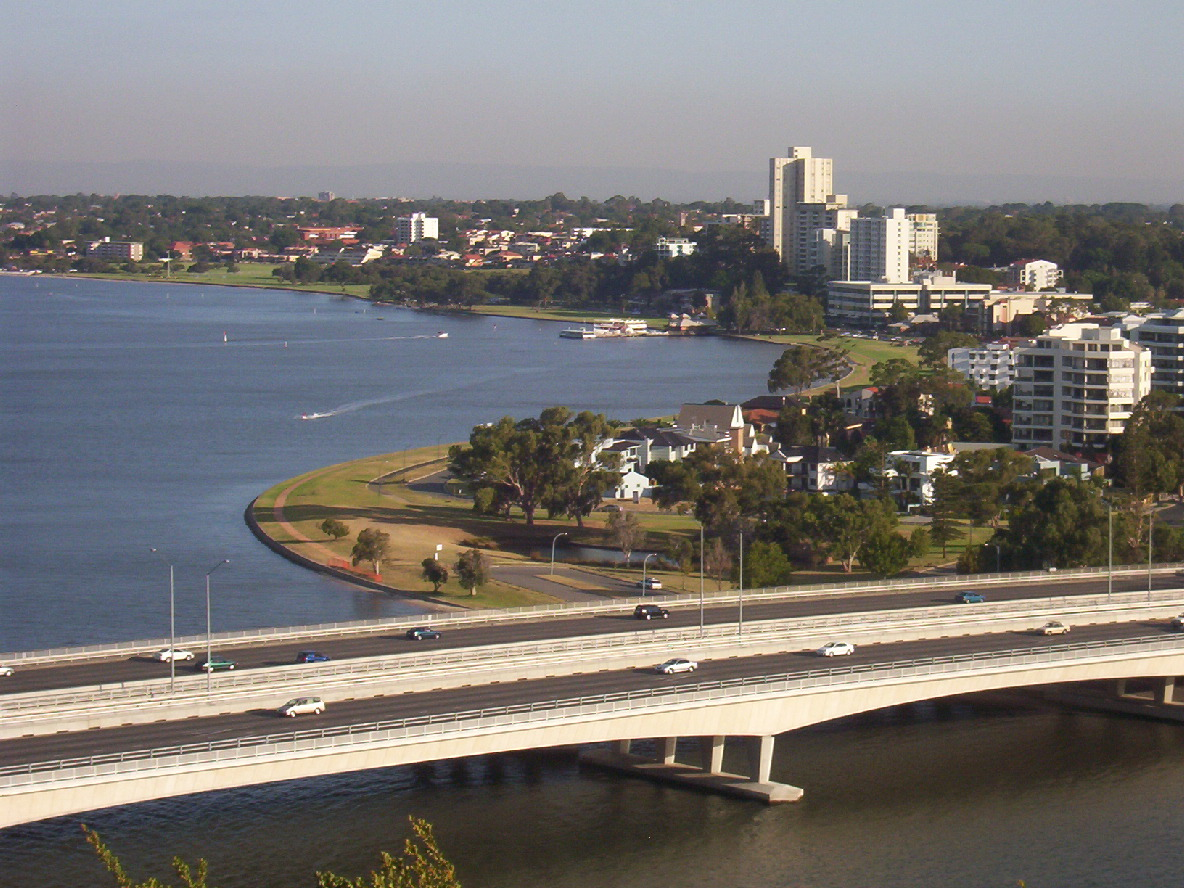
Une autre vue du Narrows
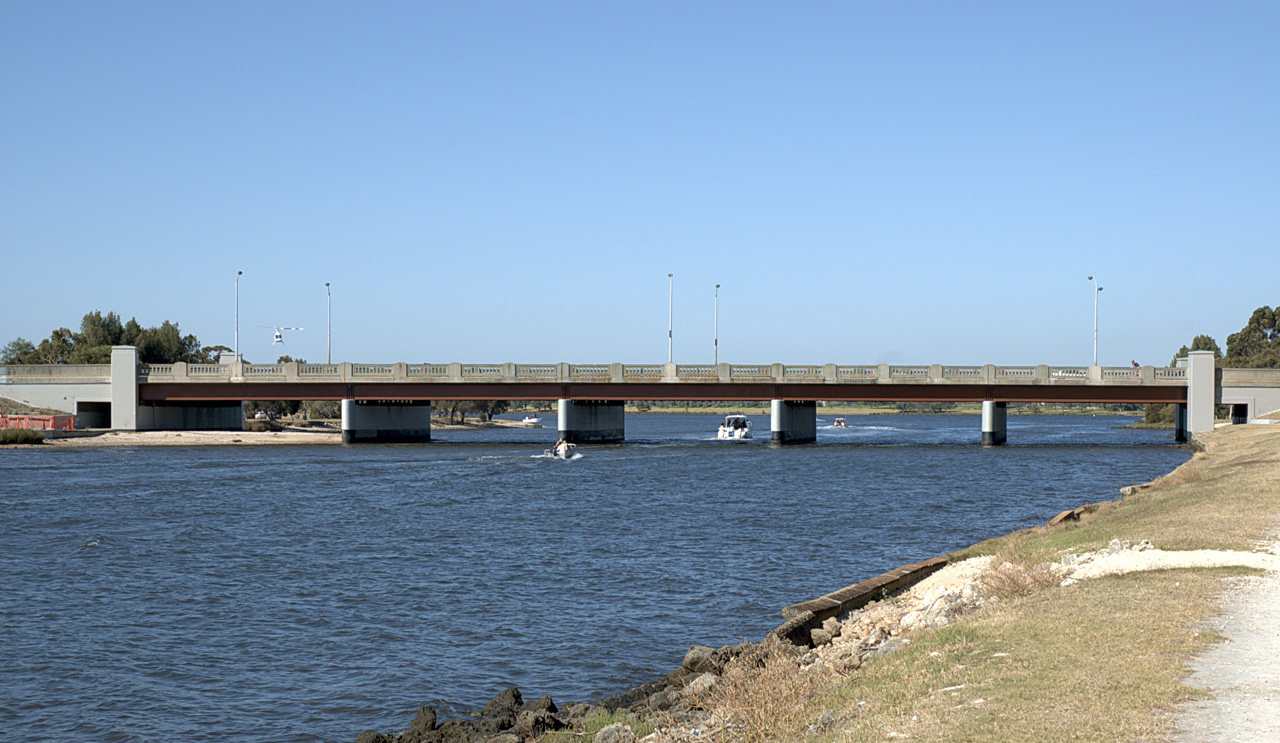
Section nord de la chaussée prise de la Heirisson Island
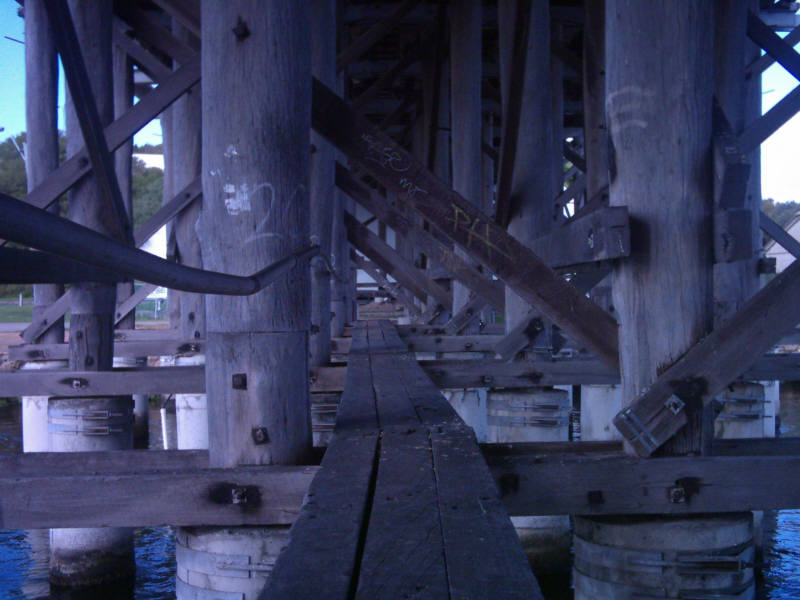
Structure du Fremantle Traffic Bridge
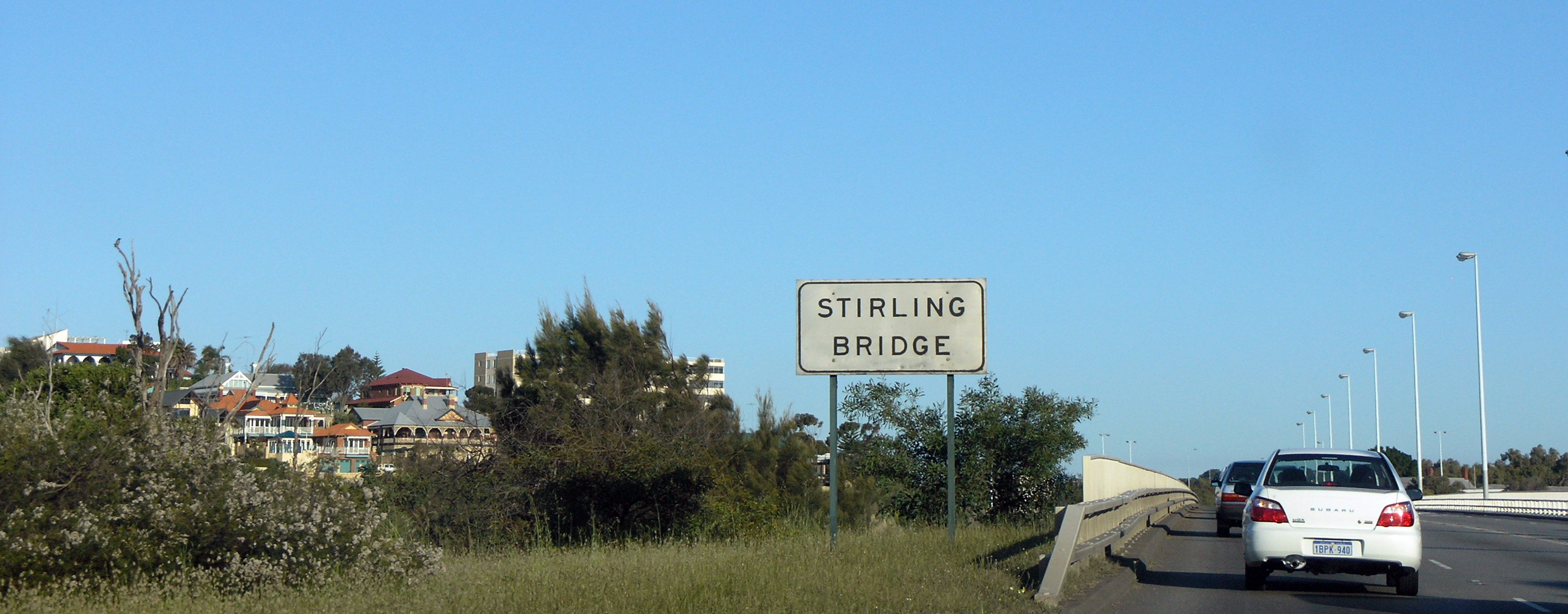
Stirling Bridge (Fremantle)
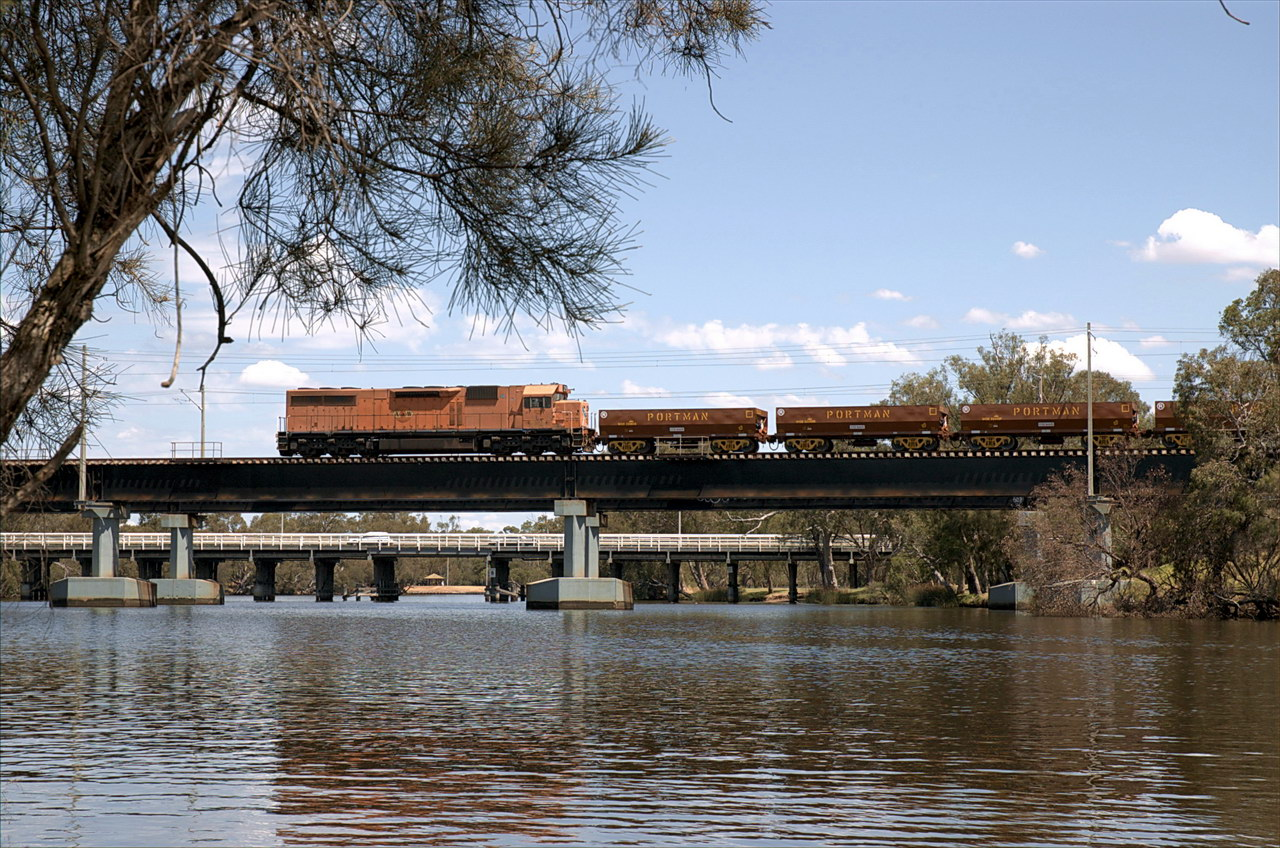
Guildford
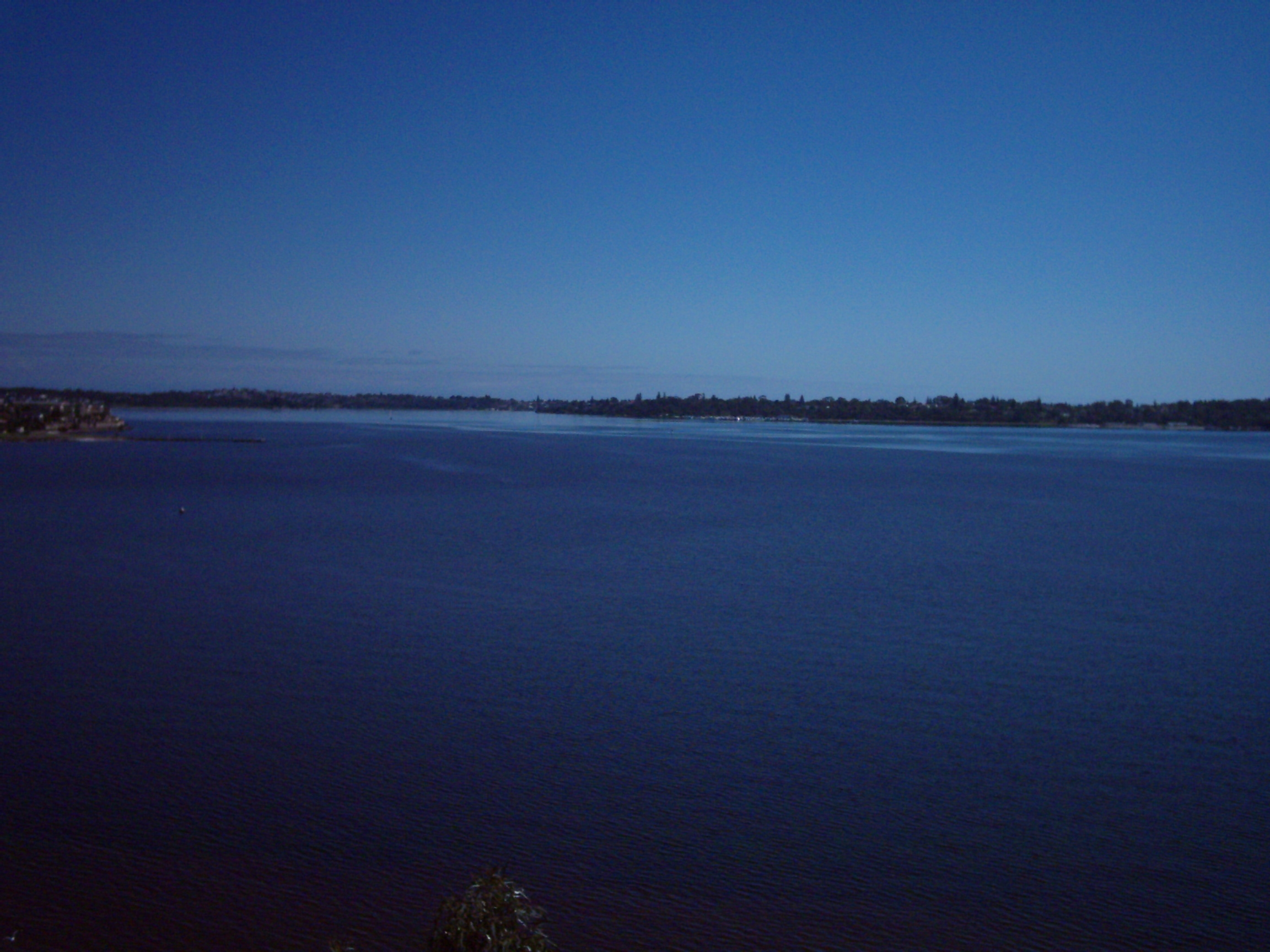
Melville Water
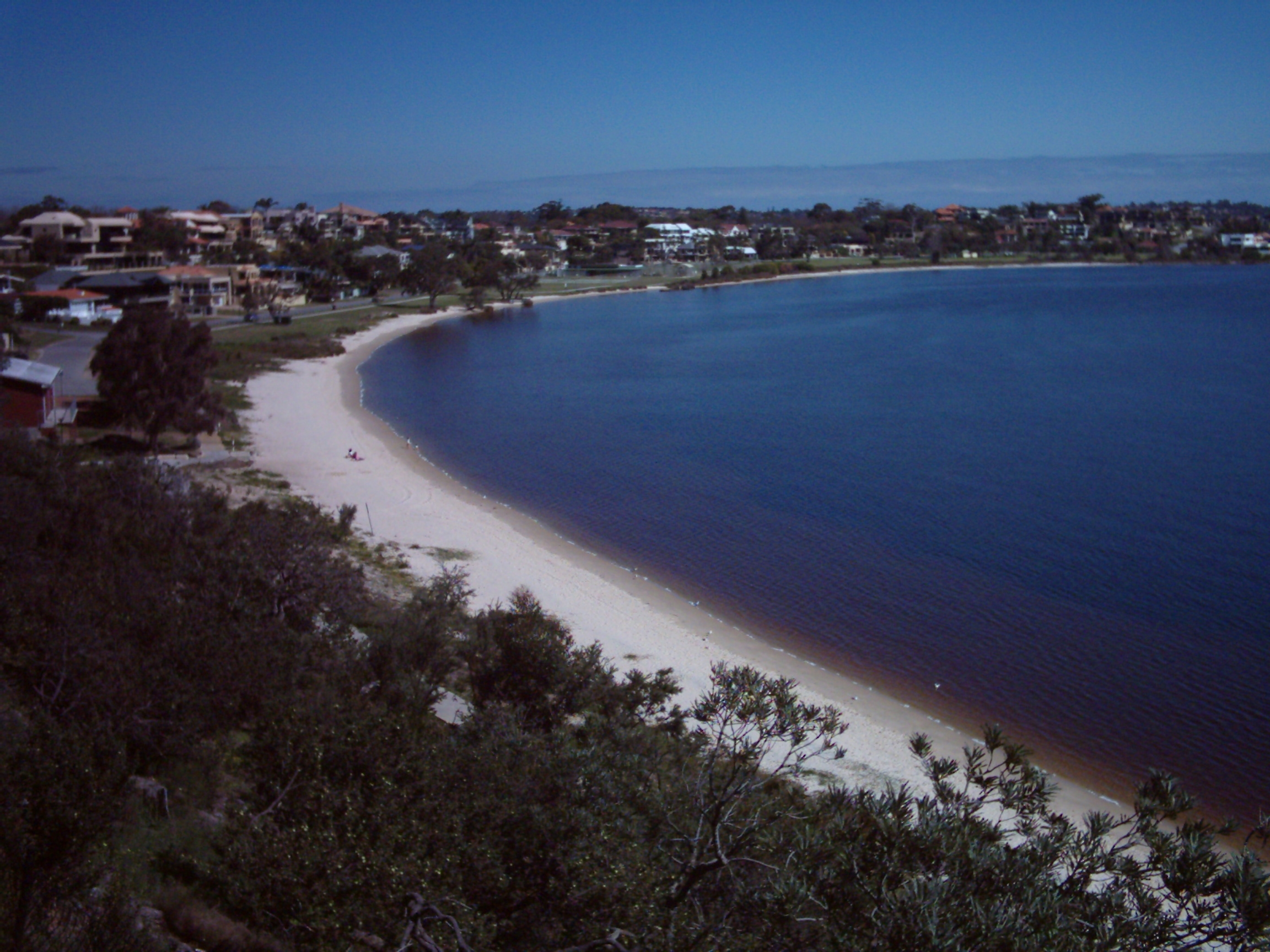
Waylen Bay vue du Heathcote Point